# Liste der Kulturdenkmale in Wölfnitz (Dresden)
In der Liste der Kulturdenkmale in Wölfnitz sind die Kulturdenkmale aufgeführt, die sich in der Dresdner Gemarkung Wölfnitz befinden. Die Anmerkungen sind zu beachten.
Diese Liste ist eine Teilliste der Liste der Kulturdenkmale in Dresden. 

Diese Liste ist eine Teilliste der Liste der Kulturdenkmale in Sachsen.

## Legende
- Bild: Bild des Kulturdenkmals, ggf. zusätzlich mit einem Link zu weiteren Fotos des Kulturdenkmals im Medienarchiv Wikimedia Commons. Wenn man auf das Kamerasymbol klickt, können Fotos zu Kulturdenkmalen aus dieser Liste hochgeladen werden:
- Bezeichnung: Denkmalgeschützte Objekte und ggf. Bauwerksname des Kulturdenkmals
- Lage: Straßenname und Hausnummer oder Flurstücknummer des Kulturdenkmals. Die Grundsortierung der Liste erfolgt nach dieser Adresse. Der Link (Karte) führt zu verschiedenen Kartendiensten mit der Position des Kulturdenkmals. Fehlt dieser Link, wurden die Koordinaten noch nicht eingetragen. Sind diese bekannt, können sie über ein Tool mit einer Kartenansicht einfach nachgetragen werden. In dieser Kartenansicht sind Kulturdenkmale ohne Koordinaten mit einem roten bzw. orangen Marker dargestellt und können durch Verschieben auf die richtige Position in der Karte mit Koordinaten versehen werden. Kulturdenkmale ohne Bild sind an einem blauen bzw. roten Marker erkennbar.
- Datierung: Baubeginn, Fertigstellung, Datum der Erstnennung oder grobe zeitliche Einordnung entsprechend des Eintrags in der sächsischen Denkmaldatenbank
- Beschreibung: Kurzcharakteristik des Kulturdenkmals entsprechend des Eintrags in der sächsischen Denkmaldatenbank, ggf. ergänzt durch die dort nur selten veröffentlichten Erfassungstexte oder zusätzliche Informationen
- ID: Vom Landesamt für Denkmalpflege Sachsen vergebene, das Kulturdenkmal eindeutig identifizierende Objekt-Nummer. Der Link führt zum PDF-Denkmaldokument des Landesamtes für Denkmalpflege Sachsen. Bei ehemaligen Kulturdenkmalen können die Objektnummern unbekannt sein und deshalb fehlen bzw. die Links von aus der Datenbank entfernten Objektnummern ins Leere führen. Ein ggf. vorhandenes Icon  führt zu den Angaben des Kulturdenkmals bei Wikidata.

## Liste der Kulturdenkmale in Wölfnitz
| Bild           | Bezeichnung                                       | Lage                                | Datierung                                | Beschreibung | ID       |
| -------------- | ------------------------------------------------- | ----------------------------------- | ---------------------------------------- | --- | -------- |
|                | Wohnhaus eines ehem. Bauernhofes                  | Altwölfnitz 3; 3a (Karte)           | um 1800 (Bauernhaus)                     | Teil des Erbgutes Wölfnitz, mit Fachwerk bzw. Holzverschalung, Krüppelwalmdach, baugeschichtliche und ortsgeschichtliche Bedeutung | 09210984 |
|                | Wohnhaus in offener Bebauung                      | Altwölfnitz 6 (Karte)               | um 1800 (Wohnhaus)                       | malerischer Fachwerkbau direkt am Dorfanger gelegen, baugeschichtlich und stadtentwicklungsgeschichtlich bedeutend | 09210985 |
| Weitere Bilder | Fabrikantenvilla mit seitlicher Einfriedungsmauer | Kesselsdorfer Straße 116 (Karte)    | 1912, nach Adressbuch (Fabrikantenvilla) | zugehörige Kunstglaserei »Horst Heymann« befand sich im rückwärtigen Gebäudetrakt, repräsentativer Villenbau im Reformstil, geprägt von dominierendem Giebel und Eckturm, belebt durch Balkone, Loggien und Erker, baugeschichtlich und stadtentwicklungsgeschichtlich von Bedeutung | 09213865 |
|                | Villa                                             | Kesselsdorfer Straße 118 (Karte)    | um 1875 (Villa)                          | historistischer Villenbau mit repräsentativer Putzfassade und flachem Walmdach, Strukturierung durch Mittelrisalite und Natursteingliederung, baugeschichtlich und stadtentwicklungsgeschichtlich von Bedeutung | 09213866 |
|                | Haus der Zufriedenheit                            | Olbernhauer Straße 1 (Karte)        | bez. 1748 (Wohnhaus)                     | Landhaus; barockes Wohnhaus eines Dresdner Arztes mit ausgebautem Mansarddach, 1915 und 1993 umgebaut, schlichte Putzfassade mit den Resten eines Rokoko-Portals, baugeschichtlich und stadtentwicklungsgeschichtlich von Bedeutung | 09210986 |
|                | Mietshaus in Ecklage und offener Bebauung         | Olbernhauer Straße 2 (Karte)        | bez. 1900 (Mietshaus)                    | Mietshaus, mit Einfriedung und Toreinfahrt an der Olbernhauer Straße; als Gemeindeamt geplant mit repräsentativer Putzfassade und Natursteindekor, baugeschichtlich und stadtentwicklungsgeschichtlich bedeutend | 09210987 |
| Weitere Bilder | Torhaus                                           | Wendel-Hipler-Straße 76; 78 (Karte) | 1928, nach Adressbuch (Torhaus)          | Eingang zu einer kleinen Anlage vom Siedlungsverein Dresden-Löbtau und der Siedlungsgesellschaft Dresden Stadt und Land, schlichter Putzbau belebt von sparsamen Dekor und Holzklappläden, Walmdach mit Fledermausgaupen, baugeschichtlich und stadtentwicklungsgeschichtlich relevant; zwei Torhäuser, bilden Zugang zu einer Einfamilienhaussiedlung, die ab 1925 für Versehrte des Ersten Weltkriegs und deren Hinterbliebene angelegt wurde. | 09218687 |